# Костел Святого Лаврентія (Хирів)
Костел Святого Лаврентія — римо-католицька культова споруда, діючий католицький храм у місті Хирів Самбірського району, Львівської області.

## Історія костелу
Парафія та перший дерев'яний костел у Хирові з'явилися у 1531 році, завдяки А. Тарло. У 40-х роках XVII століття храм згорів, а на його місці спорудили невеличку святиню з одним вівтарем та дерев'яною дзвіницею.
Відомо з документів 1642 року, що первісний храм мав два вівтарі: головний та новіший бічний, з образом Богоматері, прикрашеним вотивами.
Сучасний мурований храм споруджено на кошти Йосипа Мнішка завдяки зусиллям о. Я. Фабянковського у 1710 році. У 1795—1796 роках костел було відремонтовано та розбудовано, а на початку XIX ст. замінено дерев'яну дзвіницю мурованою.
1859 року перемишльський єпископ Франциск Вежхлейський освятив костел після ґрунтовного ремонту: встановлено новий головний вівтар, оновлено бічні вівтарі Богоматері та св. Йосипа. У 1872 р. пожежа знову нищить дерев'яне начиння храму. Протягом 1876–1877 рр. — ремонт та повторне освячення костелу.
1900 року завдяки пароху Войцеху Маху храм було розширено вдвічі, і 7 червня 1903 року його втретє освятив єпископ К. Фішер. У 1910—1912 роках відбулася чергова розбудова святині, збільшившись на вежу, каплицю та 4 необарокових дубових вівтарі. 1912 року її повторно консекрував знову єпископ К. Фішер.
У період з 40-х років ХХ століття до 10 лютого 2010 костел було закрито. Попри рішення влади і суду від 2005 року святиню не віддавали, тому віряни користувалися каплицею у приватному будинку. 21 лютого 2010 року архієпископ М. Мокшицький освятив повернений храм.